# روبرت بوش
روبرت بوش (به آلمانی: Robert Bosch) (زاده ۲۳ سپتامبر ۱۸۶۱–۱۲ مارس ۱۹۴۲) صنعتگر، مهندس و مخترع آلمانی بود، که در سال ۱۸۸۶ شرکت روبرت بوش را تأسیس نمود.

## زندگی‌نامه
بوش در روستای آلبک واقع در جنوب آلمان و شمال شرقی شهر اولم به دنیا آمد. او یازدهمین از دوازده فرزند بود. والدینش از خانواده‌های مرفه کشاورز ان منطقه بودند. پدرش یک فراماسونر و درطبقه اجتماعی خودش از افراد بسیار تحصیل کرده بود و اهمیت زیادی برای تحصیل فرزندانش قائل بود.
در ۲۴ می ۱۸۸۴، بوش عازم ایالات متحده شد و زیر نظر توماس ادیسون زیر نظر زیگموند برگمان در نیویورک مهندس شد. در ۱۳ مه ۱۸۸۵، بوش به لندن رفت و در آنجا با برادران زیمنس استخدام شد. در ۱۵ نوامبر ۱۸۸۶، او «کارگاه مکانیک دقیق و مهندسی برق» خود را در اشتوتگارت افتتاح کرد.
در سال ۱۸۸۷، گوتلیب دایملر از بوش پرسید که آیا می‌تواند دستگاهی شبیه به دستگاه مغناطیسی ولتاژ پایین با نقاط شلیکی که کارخانه موتور بنزینی Deutz در موتور چهار زمانه خود استفاده می‌کرد بسازد. Deutz ادعا کرد که هیچ حق ثبت اختراعی از دستگاه محافظت نمی‌کند، بنابراین بوش چهار دستگاه ساخت. هدف این دستگاه تولید یک جرقه الکتریکی برای مشتعل کردن مخلوط هوا و سوخت در سیلندر در حداکثر فشرده سازی بود. در طی چند سال بعد، بوش چند صد مورد را برای کارخانه‌های ساخت موتورهای گازسوز ساخت.
در سال ۱۸۹۳، فردریک ریچارد سیمز با بوش ملاقات کرد، با هدف تطبیق موتور ثابتی که بوش ساخت آن را می‌توان برای وسایل نقلیه موتوری تطبیق داد. به‌طور خاص، یک سه چرخه Jules-Albert de Dion مورد آزمایش قرار گرفت. Arnold Zähringer و Gottlob Honold دستگاه بوش را طوری اصلاح کردند که قدرت و توالی سریعتر جرقه‌های لازم را از ۲۵۰ دور در دقیقه تا ۱۸۰۰ دور در دقیقه افزایش داد. جوان رال همچنین الکترود را اصلاح کرد و مینای دندان را با عایق آزبست تعویض کرد. دستگاه کامل ثبت اختراع شد. در ژانویه ۱۸۹۸، مگنتوی جدید در سه چرخه نشان داده شد که به زودی از گوتلیب دایملر پیروی کرد. در سال ۱۹۰۰، علاوه بر استفاده از دستگاه در وسایل نقلیه موتوری، احتراق مغناطیسی بوش در موتورهای دایملر در Zeppelin استفاده شد.
سیمز دستگاه احتراق بوش را با نام Simms-Bosch به بازار انگلیس معرفی کرد. در سال ۱۸۹۹، آنها وارد بازار فرانسه به عنوان Automatic Magneto Electric Ignition Company, Ltd شد.
اولین دفتر فروش و اولین کارخانه در ایالات متحده به ترتیب در سال ۱۹۰۶ و ۱۹۱۰ افتتاح شد. تا سال ۱۹۱۳، این شرکت در آمریکا، آسیا، آفریقا و استرالیا شعبه داشت و ۸۸ درصد از فروش خود را در خارج از آلمان ایجاد می‌کرد. در سال‌های پس از جنگ جهانی اول، بوش نوآوری‌هایی را برای وسایل نقلیه موتوری، از جمله تزریق سوخت دیزل در سال ۱۹۲۷ به‌سرعت راه‌اندازی کرد. در دهه ۱۹۲۰، بحران اقتصادی جهانی باعث شد که بوش یک برنامه سخت‌گیرانه برای مدرن‌سازی و تنوع‌سازی در شرکتش آغاز کند. تنها در مدت چند سال، او موفق شد شرکت خود را از یک تأمین کننده کوچک خودرو به یک گروه الکترونیک چندملیتی تبدیل کند.
از همان ابتدا، بوش به شدت نگران ترویج آموزش‌های شغلی بود. او به دلیل آگاهی از مسئولیت اجتماعی، یکی از اولین صنعتگران در آلمان بود که کار روزانه هشت ساعته را معرفی کرد و به دنبال آن مزایای اجتماعی دیگری برای همکارانش در نظر گرفت. رابرت بوش نمی‌خواست از قراردادهای تسلیحاتی که در طول جنگ جهانی اول به شرکتش اعطا شده بود سود ببرد. در عوض، او چندین میلیون مارک آلمانی را به اهداف خیریه، از جمله به تأسیس بیمارستان رابرت بوش اشتوتگارت در سال ۱۹۴۰ اهدا کرد.
در دهه‌های ۱۹۲۰ و ۱۹۳۰، رابرت بوش از نظر سیاسی فعال بود. او به عنوان یک تاجر لیبرال در تعدادی از کمیته‌های اقتصادی حضور داشت. او انرژی و پول زیادی را صرف ایجاد آشتی بین آلمان و فرانسه کرد. وی ابراز امیدواری کرد که این آشتی باعث ایجاد صلح پایدار در اروپا و ایجاد یک منطقه اقتصادی اروپایی شود.
رژیم نازی در آلمان تلاش‌های صلح آمیز بوش را به‌طور ناگهانی به پایان رساند. شرکت بوش قراردادهای تسلیحاتی را پذیرفت و حدود ۲۰۰۰۰ برده (از جمله حدود ۱۲۰۰ زندانی اردوگاه کار اجباری که "به طرز وحشیانه ای در کارخانه لانگنبیلائو مورد آزار و اذیت قرار گرفتند") در طول جنگ تخمین زده شد. در همین حال، بوش مخفیانه از مقاومت در برابر آدولف هیتلر حمایت کرد و همراه با نزدیکترین همکارانش قربانیان آزار و اذیت نازی‌ها را از تبعید نجات داد.
در هشتادمین سالگرد تولد خود، بوش لقب «پیونیر در آربیت» (پیشگام کار) را توسط هیتلر دریافت کرد و هنگامی که یک سال بعد درگذشت، توسط رایش سوم به او اجازه تشییع جنازه دولتی داده شد.
بوش علاقه زیادی به مسائل کشاورزی داشت و صاحب مزرعه ای در جنوب مونیخ بود. او همچنین یک شکارچی پرشور بود. وقتی از دنیا رفت، از دو ازدواج چهار فرزند به یادگار ماند. یک پسر از ازدواج اولش در سال ۱۹۲۱ در پی یک بیماری طولانی درگذشت.
در سال ۱۹۳۷، بوش شرکت خود را به عنوان یک شرکت سهامی خاص (شرکت نزدیک) تغییر ساختار داد. او آخرین وصیت نامه خود را تنظیم کرده بود که در آن شرط کرده بود که درآمد شرکت باید به امور خیریه اختصاص یابد. همچنین، وصیت نامه او خطوط کلی قانون اساسی شرکت را ترسیم می‌کند که توسط جانشینان او در سال ۱۹۶۴ تدوین شد و تا به امروز معتبر است.
او در سال ۱۹۸۴ وارد تالار مشاهیر خودرو شد.